# Johannes Joseph Destrée

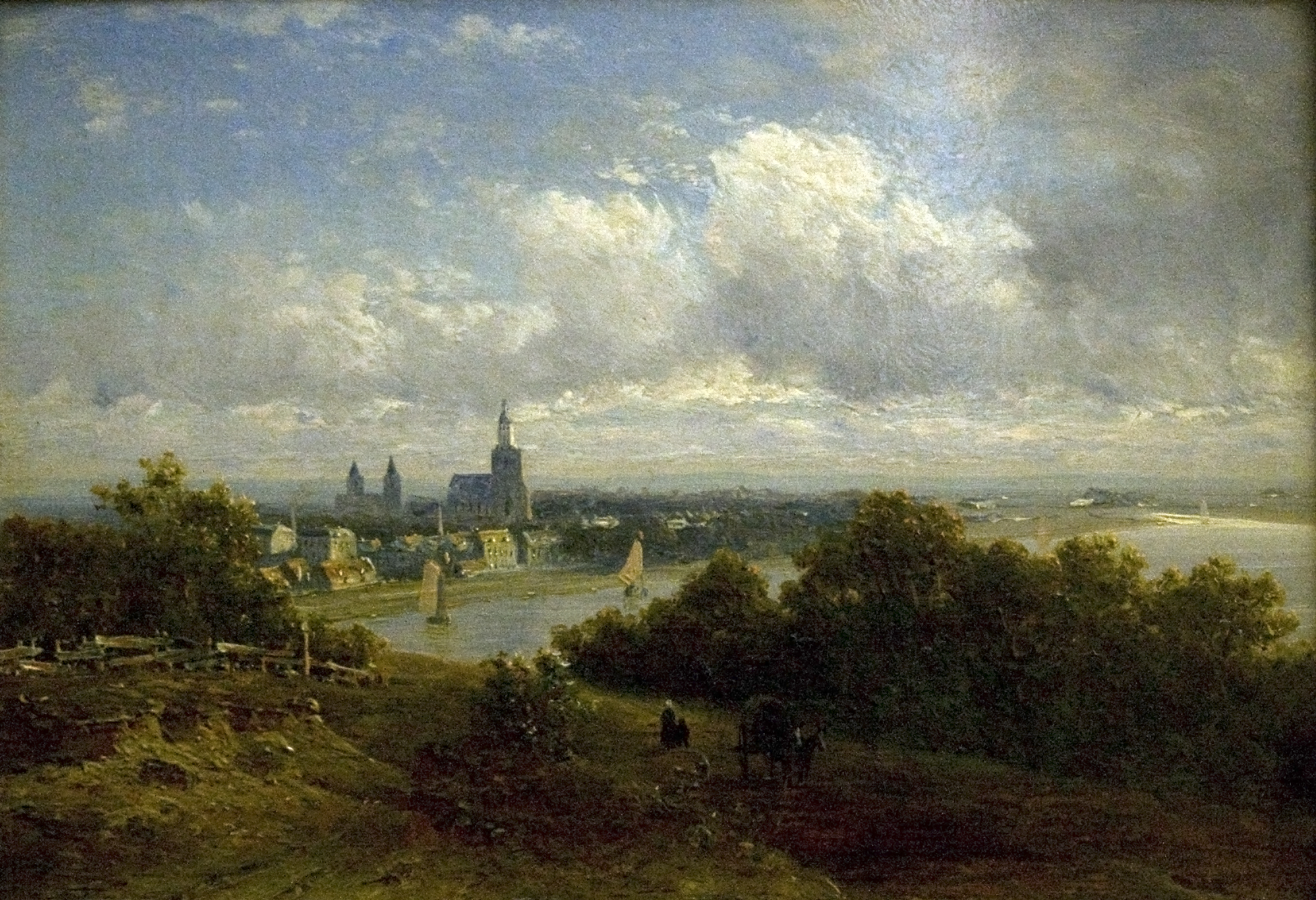
Vista d'Arnhem (1852), a la col·lecció del Museu Teyler

Johannes Josephus Destrée (Laeken, 27 de març de 1827 – La Haia, 17 de març de 1888) fou un pintor de paisatges belga. Destrée fou deixeble de Bartholomeus Johannes van Hove i Andreas Schelfhout, el qual més tard va formar part del Pulchri Studio. Va viatjar a Alemanya i va treballar a Oosterbeek (Renkum), prop d'Arnhem.